# Orlando Mohorović
Orlando Mohorovic (né le 7 mars 1950 à Labin et mort le 19 novembre 2018 à Rabac) est un artiste croate.

## Biographie
Mohorović arrive en 1969 à Düsseldorf où il rencontre Joseph Beuys. Le département de la commission pour l’inscription « Art libre » à Kunstakademie Düsseldorf l’accepte comme étudiant dans le cours de Beuys. Orlando Mohorović étudia la peinture et la sculpture de 1970 à 1974. C’est de cette période que parviennent des peintures du Nouveau réalisme, de l’art conceptuel, des performances, des esquisses, des petits dessins et aquarelles en tant que maquette pour une réalisation future.
En 1970, il tient sa première exposition dans la chambre 20 et dans le couloir
Le 5 février 1974 il est nommé meilleur étudiant du cours de Beuys. Mohorović, comme de nombreux artistes allemands distingués (Jörg Immendorff, Katharina Sieverding, Anselm Kiefer, Blinky Palermo, Sigmar Polke) appartient au groupe d'étudiant de Beuys.

## Bourses d’études
- 1965–1969 : Bourse d'études de la ville de Labin - École des arts appliques à Split.
- 1970–1974 : Bourse d'études de l'académie d'art de Düsseldorf

## Expositions

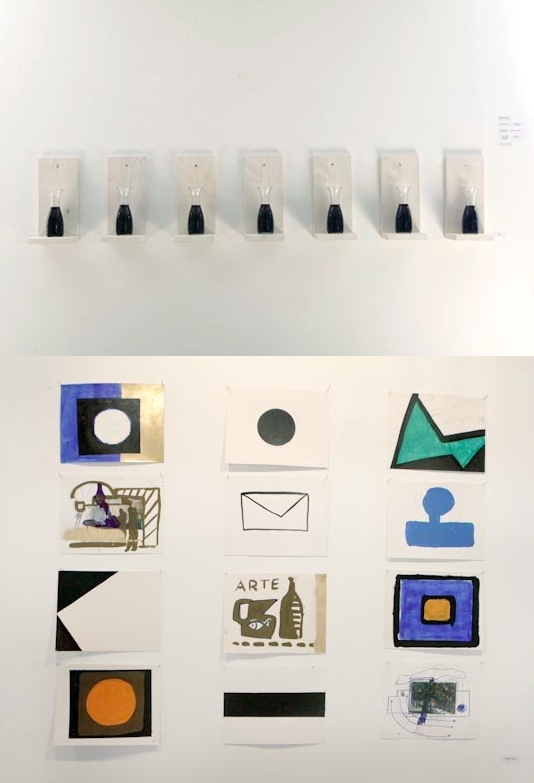
Latest Exhibition

- 1970 : Düsseldorf Kunstakademie, chambre 20 et couloir
- 1972 : Labin, « Galerie Orlando », dédié au passant Nino Batela
- 1973 : Düsseldorf Kunsthalle Between 7 – Yes sir, that’s my baby et London Gallery House – Goethe Institut London Some 260 miles from here...
- 1974 : Pazin, « musée ethnographique d’Istrie »
- 1977 : Zagreb, « Galerie Dubrava » (art conceptuel)
- 1994 : Split, « Festival bisannuel de la peinture et de la sculpture de petit format »
- 2001 : Karlovac, « Festival triennal Les aquarelles Croates »
- 2001 : Florence, « Biennale dell’ Arte Contemporanea di Firenze
- 2003 : Ravenne, « XIVe Festival biennal Internazionale Dantesca »
- 2006 : Sarajevo, « Galerie d’art de Roman Petrović »
- 2008 : Pula "Museum of Contemporary Art" Netz installation
- 2010 : Rijeka "Gallery Juraj Klović" O.Mohorović - A. Floričić
- 2010 Bad Kissingen, Bismarck Museum, O. Mohorovic - Takako Saito
- 2011 : New York "Gallery MC" Inter Imago
- 2012 : New York "Gallery MC" Inter Imago Armory
- 2013 : Venice, Biennial project - Palazo degli Angeli

## Prix
- 1967 et 1968 : Split « Prix des jeunes artistes »
- 1972 et 1975 : Rovinj "Grisia"
- 1983 Opatija : "Extempore 83"
- 2001 Labin : « Prix d’art de la ville de Labin – sous la vigne »

## Collections
Buzet « Musée de la patrie » ; Labin « Musée national » ; Pula « Collection d’art de la ville » ; Labin « mairie » Belgrad « Université nationale des frères Stameković » ; Pazin « Musée de la ville » ; Ozalj « Collection d’art Slava Rackaj » ; Ravenne « Collection d’art Centro Dantesca»